# Чэнь Шицзе
Чэнь Шицзе́ (кит. трад. 陳士傑, упр. 陈士杰, пиньинь Chén Shìjié, род.27 ноября 1989) — тайваньский тяжелоатлет, призёр Азиатских игр.
Родился в 1989 году в уезде Пиндун. В 2012 году принял участие в Олимпийских играх в Лондоне, но стал там лишь 10-м. В 2014 году завоевал бронзовую медаль Азиатских игр. Участник летних Олимпийских игр  в Рио-де-Жанейро.
Двукратный чемпион Азии в категории свыше 105 кг.